# Кнежевина Ахаја
Кнежевина Ахаја или Ахајска кнежевина је била једна од латинских држава насталих на простору Византије после крсташког заузећа Цариграда 1204. године. Обухватала је област данашњег Пелопонеза који су у име краља Солуна Бонифација Монфератског (1204—1207) заузели током 1205. године Вилијем I Шамплит (1205—1209) и Готфрид  Вилерден (1209—1228). Освајање Пелопонеза је завршено 1248. године покоравањем словенских племена на планинини Тјагет и лучког града Монемвасије.
Свој врхунац кнежевина достиже под Вилијемом II (1246—1278) који подиже Мистру и у њу премешта своју престоницу, али након пораза у Пелагонији 1259. године мора да је преда 1262. године Михајлу VIII Палеологу (регент 1259—1261, цар 1261—1282), чиме је отпочело поновно византијско присуство на Пелопонезу.
Током 14. века држава је запала у кризу унутрашњим сукобима око власти који су своју кулминацију достигли уласком Каталонаца у сукобе. Током тих унутрашњих борби, византијски поседи су се полако ширили на рачун ахајских кнежева, да би 1430. године морејски деспот Тома Палеолог (1428—1460) уз подршку своје браће Константина (удеони деспот 1428—1443, врховни деспот 1443—1449, регент 1423—1424. и 1437—1440, цар 1449—1453) и Јована (савладар 1421—1425, цар 1425—1448) скршио моћ последњег кнеза Центурионеа (1404—1432) који му је према мировном уговору предао остатке своје државе као мираз његове ћерке и наследнице којом се Тома оженио, тако да је после његове смрти 1432. године и последњи остатак некадашње латинске државе прешао у посед Византинаца.

## Владари Кнежевине Ахаје
- Вилијам I Шамплит (1205—1209)
- Готфрид  Вилерден (1209—1228)
- Готфрид  Вилерден (1228—1246)
- Вилијам II Вилерден (1246—1278)
- Карло  Анжујски (1278—1285)
- Карло  Анжујски (1285—1289)
- Изабела Вилерден (1289—1307)
  - Флоранс од Еноа (1289—1297)
  - Филип I Савојски (1301—1307)
- Филип  Анжујски (1307—1313)
- Матилда од Еноа (1313—1318)
  - Луј Бургундијски (1313—1316)
- Јован Анжујски (1318—1333)
- Роберт II (1333—1364)
  - Катарина Валоа (1333—1346)
- Марија I Бурбон (1364—1370)
  - Филип  Анжујски (1364—1373)
- Јована I Напуљска (1373—1376)
- Жак од Бауа (1381—1383)
- Карло  Анжујски (1383—1386)

Власт каталонске дружине од 1386. до 1396.
- Петар од Светог Суперана (1396—1402)
- Марија II Цакарија (1402—1404)
- Центурионе II Цакарија (1404—1432)